# 大阪プロレスお笑い王座
大阪お笑い王座（おおさかおわらいおうざ）は、大阪プロレスが管理、認定している王座。

## 歴史
2008年4月29日、大阪プロレス松下IMPホール大会で松山勘十郎が大阪プロレスお笑い王座の創設と同時に自身を初代王者に認定。
2019年2月16日、王座名を大阪お笑い王座に変更。
2022年、王座名を大阪プロレスお笑い王座に変更。
2023年1月8日、王者のビリーケン・キッドがチャンピオンベルトの紛失により封印。

## 歴代王者

### 大阪プロレスお笑い王座
| 歴代   | 選手                | 戴冠回数 | 防衛回数 | 獲得日付       | 獲得場所 （対戦相手・その他）                   |
| ------ | ------------------- | -------- | -------- | -------------- | ----------------------------------------------- |
| 初代   | 松山勘十郎          | 1        | 8        | 2008年4月29日  | 松下IMPホール 松山勘十郎が自身を王者に認定      |
| 第2代  | 菊タロー            | 1        | 3        | 2009年3月28日  | デルフィンアリーナ道頓堀                        |
| 第3代  | くいしんぼう仮面    | 1        | 1        | 2010年4月29日  | 松下IMPホール                                   |
| 第4代  | 救世忍者乱丸        | 1        | 1        | 2010年6月27日  | 松下IMPホール                                   |
| 第5代  | くいしんぼう仮面    | 2        | 1        | 2010年7月19日  | 大阪ミナミ ムーブ・オン アリーナ                |
| 第6代  | ミラクルマン        | 1        | 0        | 2010年8月28日  | 大阪府立体育会館第2競技場 返上                  |
| 第7代  | 松山勘十郎          | 2        | 0        | 2010年9月18日  | 大阪ミナミ ムーブ・オン アリーナ タコヤキーダー |
| 第8代  | タコヤキーダー      | 1        | 1        | 2010年10月11日 | 大阪ミナミ ムーブ・オン アリーナ                |
| 第9代  | 男盛                | 1        | 0        | 2010年11月20日 | 大阪ミナミ ムーブ・オン アリーナ                |
| 第10代 | 松山勘十郎          | 3        | 5        | 2010年11月23日 | テレピアホール                                  |
| 第11代 | えべっさん（3代目） | 1        | 3        | 2012年1月3日   | 大阪ミナミ ムーブ・オン アリーナ                |
| 第12代 | ヲロチ              | 1        | 0        | 2013年2月9日   | ナスキーホール梅田                              |
| 第13代 | えべっさん（3代目） | 2        | 0        | 2013年2月24日  | 松下IMPホール                                   |
| 第14代 | ミスター6号         | 1        | 0        | 2013年7月21日  | 松下IMPホール                                   |
| 第15代 | タイガースマスク    | 1        | 2        | 2013年8月25日  | ナスキーホール梅田                              |
| 第16代 | ホフ専用ジオング    | 1        | 0        | 2013年11月2日  | ナスキーホール梅田                              |
| 第17代 | タイガースマスク    | 2        | 0        | 2013年11月16日 | ナスキーホール梅田 返上                         |
| 第18代 | えべっさん（初代）  | 2        | 1        | 2014年7月12日  | 淀川区民センター くいしんぼう仮面               |
| 第19代 | くいしんぼう仮面    | 3        | 0        | 2016年4月29日  | 大淀コミュニティーセンター                      |
| 第20代 | 白くま              | 1        | 3        | 2016年7月31日  | 此花区民ホール 返上                             |

### 大阪お笑い王座
| 歴代   | 選手         | 戴冠回数 | 防衛回数 | 獲得日付      | 獲得場所 （対戦相手・その他） |
| ------ | ------------ | -------- | -------- | ------------- | ----------------------------- |
| 第21代 | 松山勘十郎   | 4        | 0        | 2019年3月31日 | 此花区民ホール ミラクルマン   |
| 第22代 | ミラクルマン | 2        | 1        | 2019年5月1日  | 大阪府立体育会館第2競技場     |

### 大阪プロレスお笑い王座
| 歴代   | 選手               | 戴冠回数 | 防衛回数 | 獲得日付      | 獲得場所 （対戦相手・その他）         |
| ------ | ------------------ | -------- | -------- | ------------- | ------------------------------------- |
| 第23代 | ビリーケン・キッド | 1        | 0        | 2020年2月23日 | 東京芸術センターホワイトスタジオ 封印 |